# Забоже (Освенцимський повіт)
Забоже (пол. Zaborze) — село в Польщі, у гміні Освенцим Освенцимського повіту Малопольського воєводства.
Населення — 2680 осіб (2011).

## Історія
У 1975-1998 роках село належало до Бельського воєводства, підпорядковувалося районній адміністрації в Освенцимі.

## Демографія
Демографічна структура станом на 31 березня 2011 року:
|          | Загалом | Допрацездатний вік | Працездатний вік | Постпрацездатний вік |
| -------- | ------- | ------------------ | ---------------- | -------------------- |
| Чоловіки | 1332    | 267                | 907              | 158                  |
| Жінки    | 1348    | 232                | 840              | 276                  |
| Разом    | 2680    | 499                | 1747             | 434                  |